# Verbascum densiflorum
Verbascum densiflorum là một loài thực vật có hoa trong họ Huyền sâm. Loài này được Bertol. miêu tả khoa học đầu tiên năm 1810.